# Stentjärnen (Tåsjö socken, Ångermanland)
Stentjärnen är en sjö i Strömsunds kommun i Ångermanland och ingår i Ångermanälvens huvudavrinningsområde.